# Cesare Bozetti
Cesare Bozetti (Revere, 1804 – Castellucchio, 24 novembre 1871) è stato un presbitero e patriota italiano.

## Biografia
Prevosto a Cizzolo nel 1837, venne eletto arciprete di Acquafredda (Bs) ed insegnante di scuola elementare.
Amico del patriota Enrico Tazzoli, venne coinvolto nelle cospirazioni antiaustriache, che sfociarono nei processi e nelle condanne legate ai Martiri di Belfiore. Per questo venne arrestato, imprigionato e poi liberato. Ritornò ad Acquafredda, dove rimase a svolgere il suo ministero sino al 1857, per essere in seguito trasferito a Castellucchio con l'incarico di parroco. Qui morì nel 1871.